# 漢氏眶燈魚
漢氏眶灯鱼（学名：Diaphus hudsoni）为輻鰭魚綱燈籠魚目灯笼鱼科的其中一種，分布於全球三大洋亞熱帶海域，屬深海魚類，棲息深度可達0-840公尺，體長可達8.4公分。

## 扩展阅读
維基物種上的相關：漢氏眶灯鱼